# Stadtbibliothek Kröpelin
Die Stadtbibliothek Kröpelin ist eine öffentliche Bibliothek, welche gemeinsam mit dem Stadtmuseum und dem Ostrockmuseum durch die Stadt Kröpelin verwaltet wird. Sie befindet sich im Erdgeschoss des Gebäudes Hauptstraße 5 und verfügt über einen Bestand von ca. 12.000 Medien.

## Geschichte
Nach einem Beschluss der Stadtverordnetenversammlung vom 10. September 1924 und der damit verbundenen Bereitstellung von 300 Reichsmark zum Erwerb von Büchern wurde am 5. November 1924 die Volksbücherei im Schulhaus der Stadt Kröpelin eröffnet.
Nach dem Zweiten Weltkrieg war der Bestand auch in Folge der Säuberung von nazistischer Literatur stark dezimiert. Die Volksbücherei wurde am 2. Dezember 1946 im Gebäude Wismarsche Straße 2 mit einem Bestand von lediglich 715 Bänden auf 12 m2 Fläche wieder eröffnet.

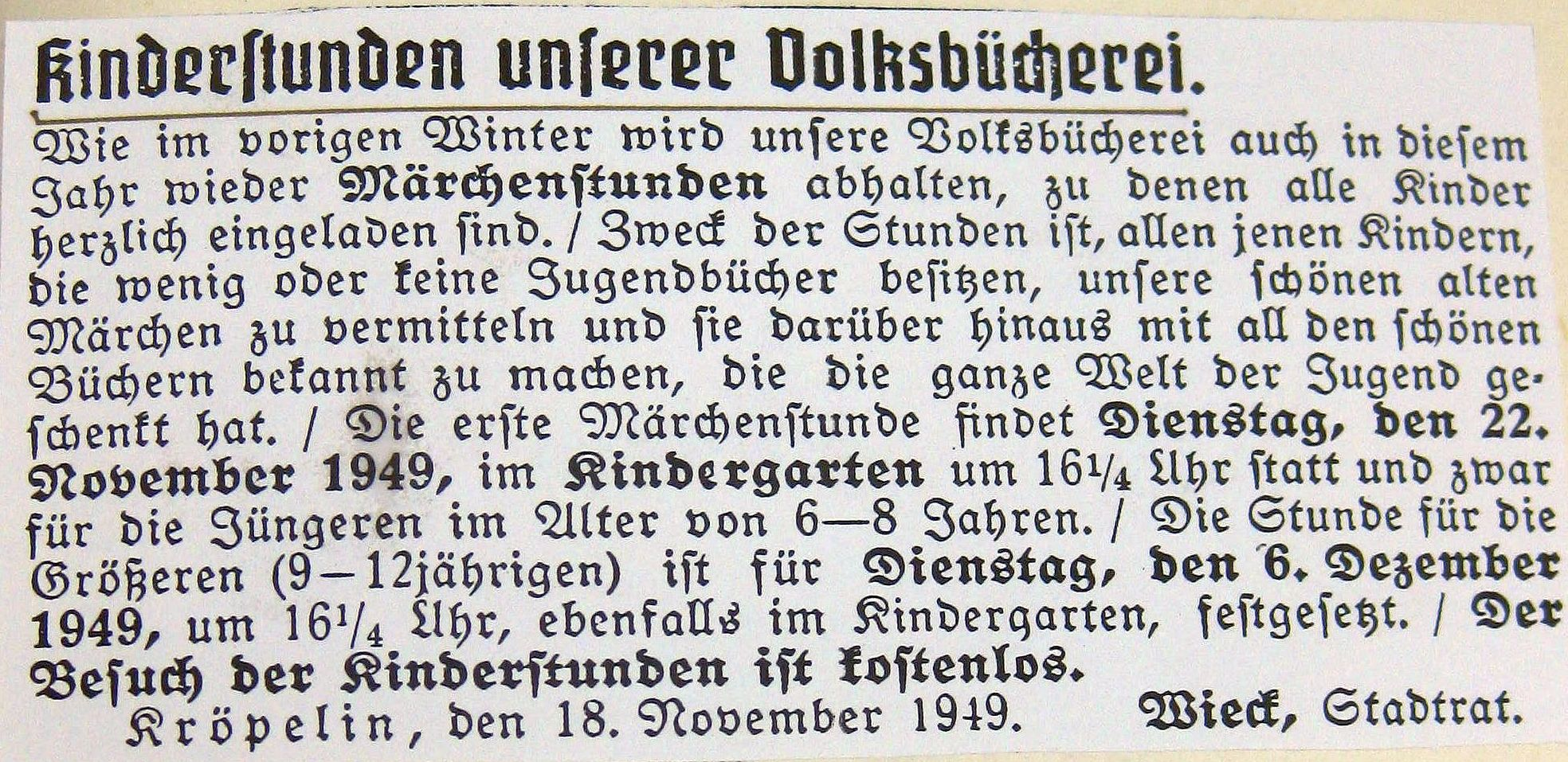
Bekanntgabe des Rates der Stadt Kröpelin vom 19. November 1949

In Folge der am 25. Juli 1952 vorgenommenen Umwandlung des Landes Mecklenburg-Vorpommern in drei Verwaltungsbezirke und der damit auch einhergehenden Umstrukturierung des Bibliothekswesens der DDR durch das Ministerium für Kultur erfolgte 1954 die Umbenennung der Volksbücherei in Stadtbibliothek.
Bis 1980 vergrößerte sich der Bestand der Bibliothek auf 12.395 Bücher und 413 Schallplatten. In den 1980er Jahren übernahm die Stadtbibliothek Kröpelin die Funktion einer Zentralbibliothek des Gemeindeverbandes „Kühlung“ mit neun Gemeindebibliotheken. Ende 1998 erfolgte der Umzug in das ehemalige Gebäude der Sparkasse in der Hauptstraße 5.
Im Rahmen des Projektes „Medienkompetenzzentren in Büchereien“ wurde die Stadtbibliothek 2001 mit einem Medienraum mit PC-Arbeitsplätzen mit Internetzugang ausgestattet.
Am 14. September 2006 wurde in der Stadtvertretersitzung Kröpelin der Beschluss gefasst, das Gebäude in der Hauptstraße 5 zu sanieren und das Erdgeschoss für die Bibliothek, das 1. Obergeschoss für das Stadtmuseum und das 2. Obergeschoss für ein Magazin/Archiv zu verwenden. Nach der Sanierung des Gebäudes von 2008 bis 2010 und der Wiedereröffnung der Bibliothek am 6. Januar 2010 stehen zusätzlich ein Wintergarten und ein Innenhof für Veranstaltungen und Lesungen zur Verfügung.
Seit dem 4. November 2015 nimmt die Stadtbibliothek Kröpelin am Onleihe-Verbund des Landes Mecklenburg-Vorpommern teil und ermöglicht die Ausleihe von digitalen Medien über das Internet.

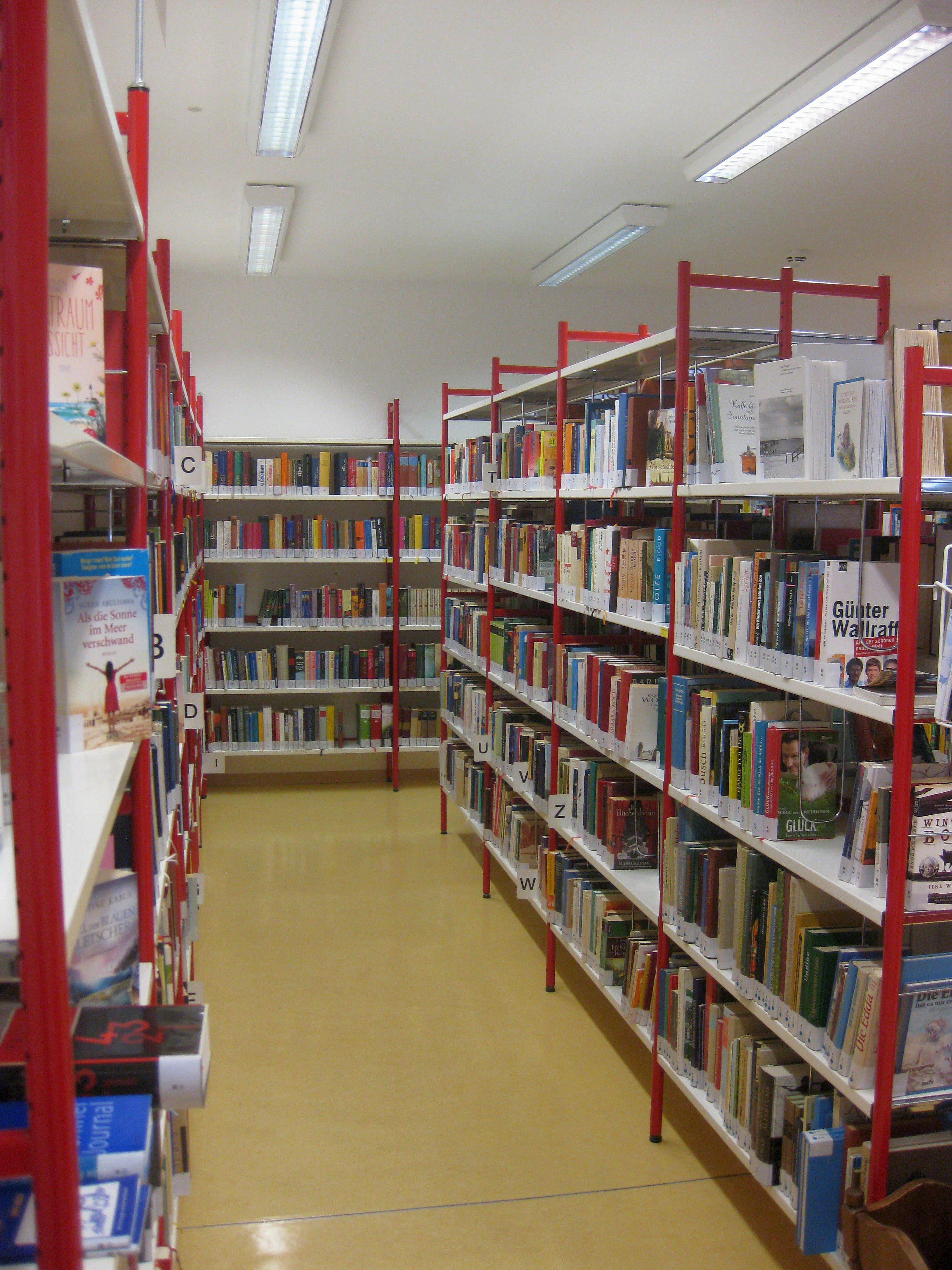
Regale
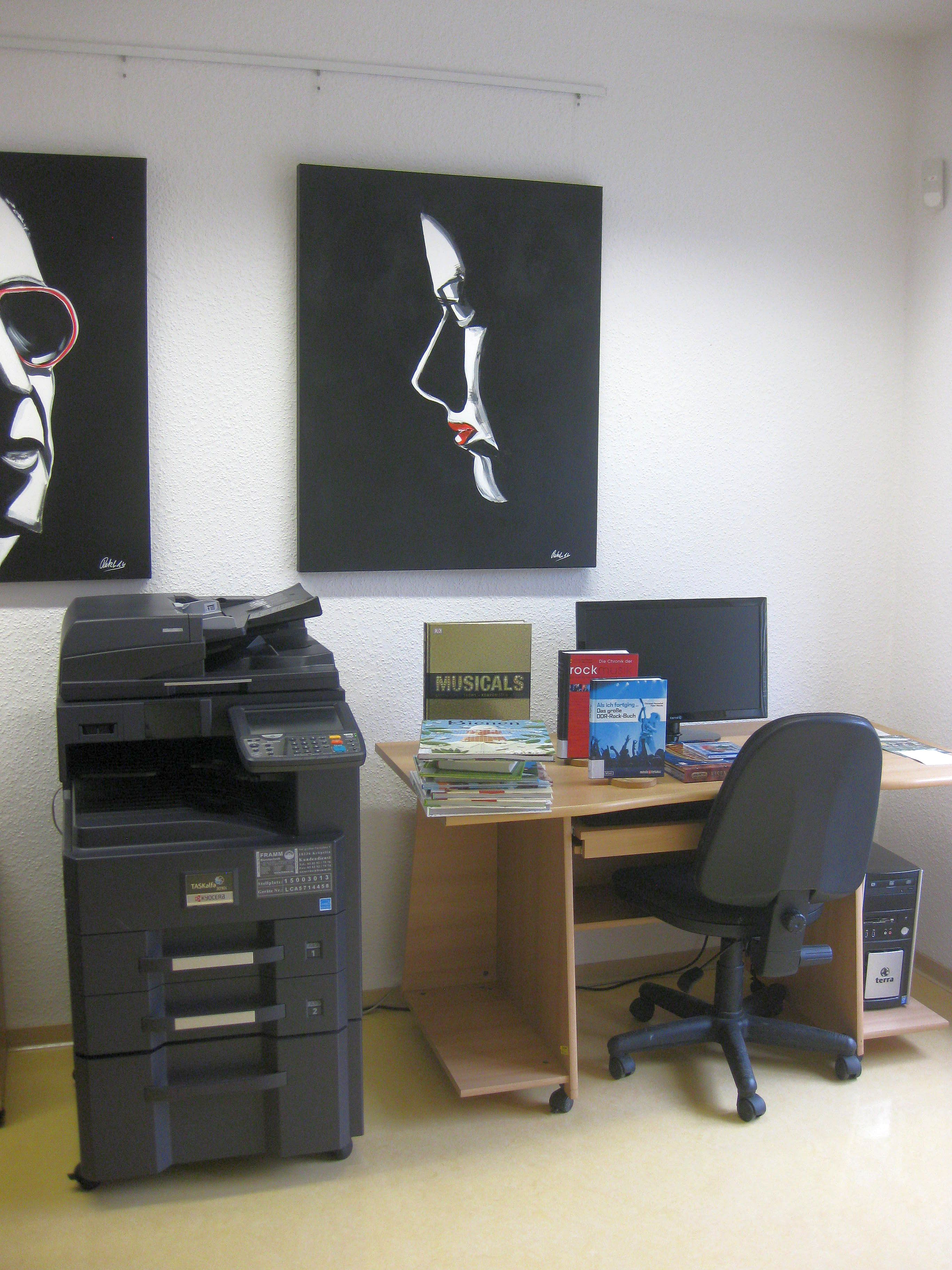
Medienraum
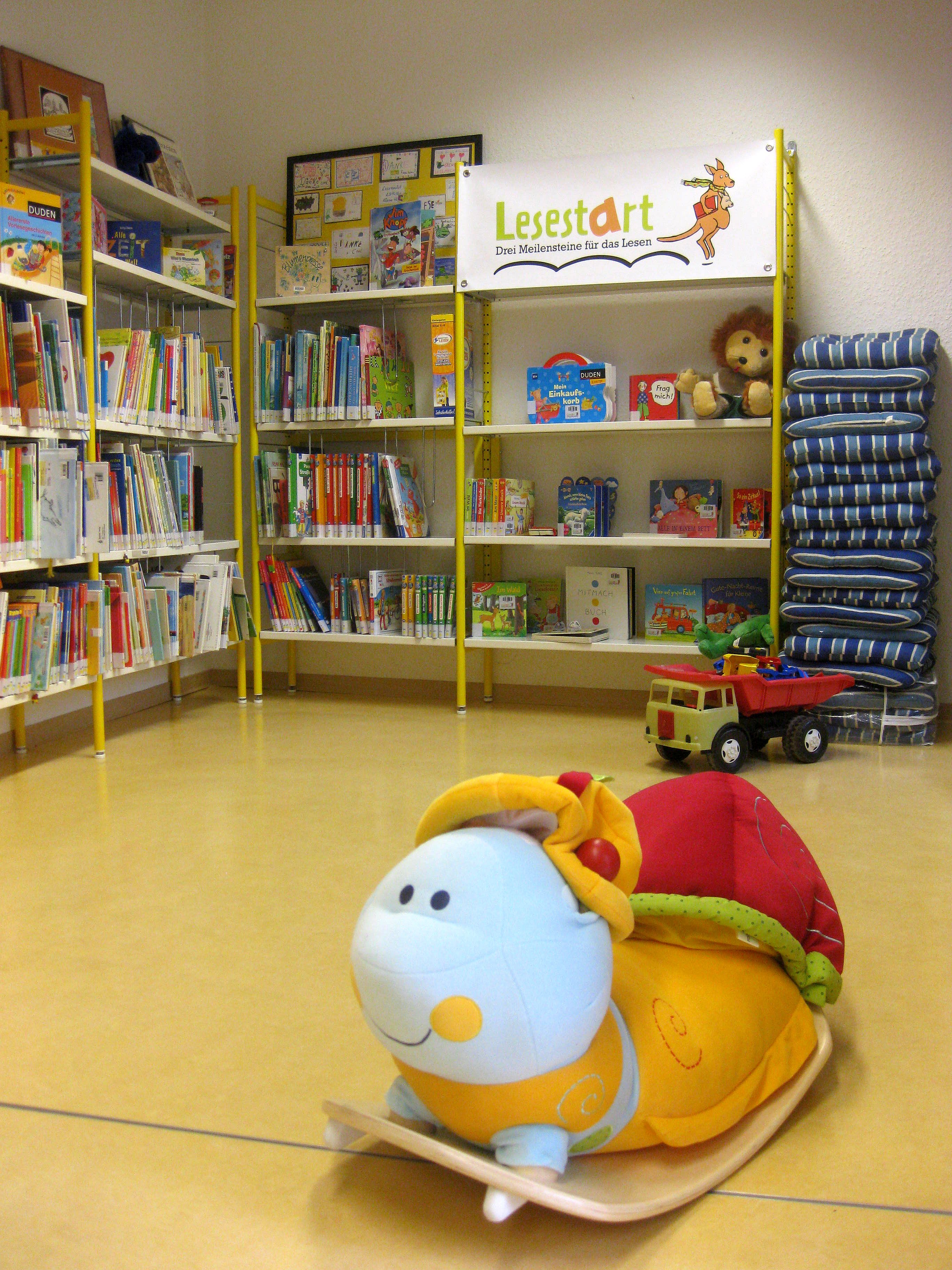
Kinderecke
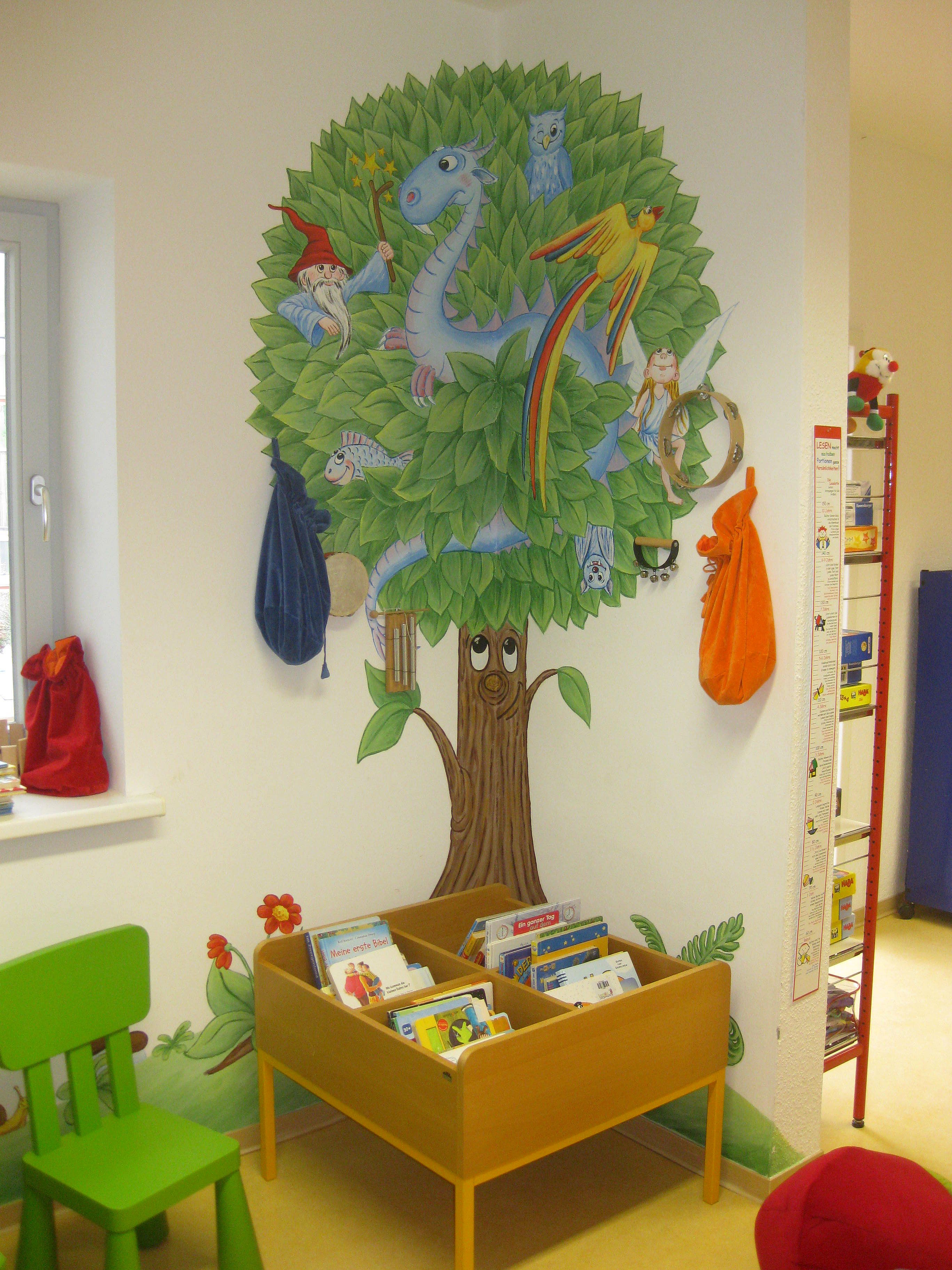
Traumzauberbaum

## Veranstaltungen und Projekte
In der Stadtbibliothek Kröpelin finden regelmäßig Veranstaltungen zur Leseförderung und Kulturveranstaltungen, wie zum Beispiel Autorenlesungen, statt. Bei der Organisation von Lesungen gibt es eine Zusammenarbeit mit dem Literaturförderkreis Kuhtor e. V., dem Förderverein „Kröpeliner Mühle“ e. V., dem Friedrich-Bödecker-Kreis e. V. Mecklenburg-Vorpommern und dem Kunst- und Kulturrat des Landkreises Rostock.
Die Stadtbibliothek beteiligt sich an dem vom Bundesministerium für Bildung und Forschung finanzierten und von der Stiftung Lesen umgesetzten Projekt „Lesestart - Drei Meilensteine für das Lesen“.
In den Schulferien können die Kinder an den Projekt „Ferien Lese Lust“ teilnehmen. Ziel dieses Projektes ist die Förderung der Lesekompetenz.
2023 wurde im Rahmen eines Kinderfilmprojektes mit der Medienanstalt Mecklenburg-Vorpommern der Kurzfilm Die Zeitreise der Bibliothek gedreht, der Kinder der Grundschule am Mühlenberg auf eine Zeitreise durch die Geschichte der Bibliothek Kröpelin mitnimmt.
Mit Unterstützung durch das vom Bundesministerium für Bildung und Forschung geförderte landesweite MINT-Cluster openMINTed Projekt eröffnet die Stadtbibliothek Kröpelin im III. Quartal 2024 eine TechnoThek in ihren Räumen. Sie fördert damit den Zugang zu innovativen Medienformen. Elektro- und Mechanikbaukästen, Experimentier-Boxen und Robotertechnik stehen zur Benutzung in der Bibliothek bereit.